# Франкенштайн (Рейнланд-Пфальц)
Франкенштайн (нім. Frankenstein) — громада в Німеччині, розташована в землі Рейнланд-Пфальц. Входить до складу району Кайзерслаутерн. Складова частина об'єднання громад Енкенбах-Альзенборн.
Площа — 13,82 км2. Населення становить 945 ос. (станом на 31 грудня 2020).

## Галерея

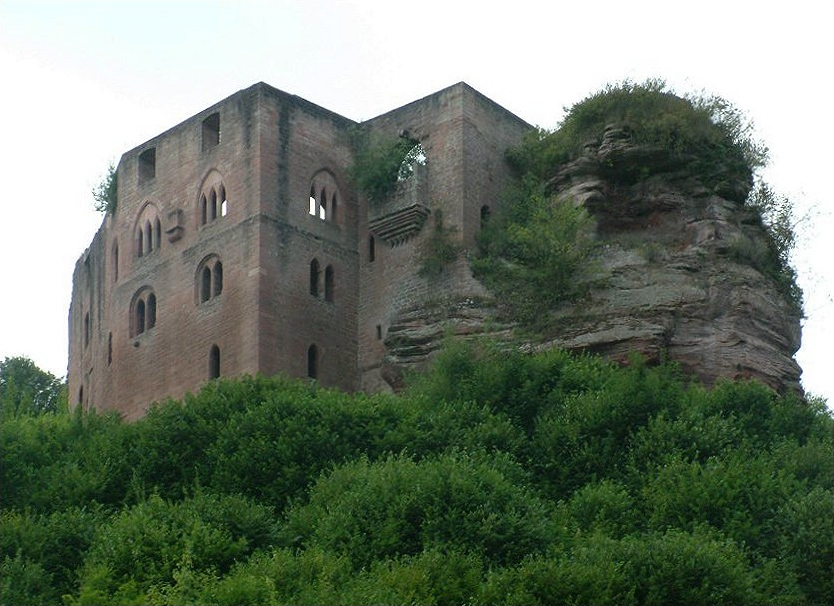